# 天地玄黄
《天地玄黄》（英語：Baraka）是一部1992年由朗·费力加导演，采用陶德宽银幕（70 毫米）胶片拍摄的纪录片。
英文名Baraka在诸多不同语言中为祈神祷告之意，源自阿拉伯语بركة——从天而降的闪族祖先，与希伯来语“Berakhah”同源。中文名“天地玄黄” 则出自《易经》“天玄地黄”一语，后于《淮南子》中所述合称为“天地玄黄，宇宙洪荒”，意为世间混乱混沌状态。由于类似的主题和拍摄手法，该片常被人拿来与《失衡生活》比较。

## 内容
該片拍摄了阿根廷、澳大利亚、巴西、柬埔寨、中国、厄瓜多尔、埃及、法国、香港、印度、印尼、伊朗、以色列、意大利、日本、肯尼亚、科威特、尼泊尔、波兰、沙特阿拉伯、坦桑尼亚、泰国、土耳其及美国等24个国家/地区的152处区域。
整部影片中没有任何对白。尽管没有常见的剧情叙事，该片依然以新颖的视角和独特的镜头语言传递着所蕴含的情感，并在上映后获得了评论界的广泛赞誉之声。同时此片也是20年内第一部使用陶德宽萤幕 70 毫米胶片拍摄的影片。
该片由20个章节组成，可分为三个主要部分:
- A1: 01-07章：人类不曾触及的原始自然 – 土著居民、他们的仪式作为大自然的一部分被集合。

- Chap. 01 – 雪与冰。
- Chap. 02 – 庙宇。
- Chap. 03 – 光与影。
- Chap. 04 – 火山。
- Chap. 05 – 科隆群岛
- Chap. 06 – 伊瓜苏瀑布
- Chap. 07 – 非洲

- A2:08-15章: 罪恶的技术侵入自然– 自然背景下崛起的人类文明与人类天性–战争与集中营。

- Chap. 08 – 香烟
- Chap. 09 – 钱汤
- Chap. 10 – 交通混乱
- Chap. 11 – 大规模生产
- Chap. 12 – 疯狂
- Chap. 13 – 飞机墓地
- Chap. 14 – 过去的阴影
- Chap. 15 – 兵马俑

- A3: 16-20章: 古老，仍然存在的文化– 过往文明的遗迹– 无常而持久的人类的努力。

- Chap. 16 – 恒河上的生活
- Chap. 17 – 云海
- Chap. 18 – 克尔白
- Chap. 19 – 星空
- Chap. 20 – 结尾

## 拍摄地

### 非洲
- 埃及：开罗、死亡之城、吉薩金字塔群、樂蜀的卡纳克神庙、樂蜀、拉美西斯二世神殿
- 肯尼亚：馬加迪湖、Mara Kichwan Tembo Manyatta、Mara Rianta Manyatta、马赛马拉国家保护区
- 坦桑尼亚：纳特龙湖

### 美国
- 亚利桑那州：凤凰城的美國運通、柴利峡谷国家古迹（英语：Canyon de Chelly National Monument）、戴维斯－蒙森空军基地、基特峰国立天文台、黑梅萨地区皮博迪煤矿、凤凰城
- 加利福尼亚州：大南方岬、洛杉矶、奥克兰
- 夏威夷州：海勒卡拉國家公園、柯那、茂宜島、夏威夷火山國家公園的Puʻu ʻŌʻō火山（英语：Puʻu ʻŌʻō）
- 纽约：帝国大厦、綠海文監獄Greenhaven Correctional Facility、大中央車站、赫尔姆斯利酒店、斯托姆維爾、世贸中心
- 其他地区：科罗拉多州弗德台地国家公园、新墨西哥州希普罗克（英语：Shiorock）、犹他州拱門國家公園、犹他州峽谷地國家公園、华盛顿特区白宫

### 南美
- 阿根廷：米西奥内斯省的伊瓜苏瀑布
- 巴西：帕拉Carajás动物保护区、巴拉那州的伊瓜苏瀑布、里约热内卢的Ipanema、帕拉的Caiapó村镇

、朗多尼亚州的波多韦柳、朗多尼亚州的Represa Samuel、米纳斯吉拉斯的里约布雷杜、里约热内卢、里约热内卢荷欣尼亚贫民窟、圣保罗的
- 厄瓜多尔：瓜亞基爾Barrio Mapasingue、Caldad Blanca Cementerio、科隆群岛、瓜亞基爾

### 亚洲
- 柬埔寨：吴哥城、吴哥窟、吴哥古迹、巴戎寺、金边、宝剑寺、暹粒市、塔布笼寺、Tonle Om石像门、吐斯廉屠殺博物館、Sonsam Kosal屠杀场（英语：The Killing Fields）
- 中国：北京、人民大会堂、桂林、香港九龙、九龙寨城、漓江、天安门广场、秦始皇陵、西安
- 印度：西孟加拉邦加尔各答、泰米尔纳德邦金奈、恒河、河坛、Kailashnath庙、新德里印度国家博物馆、瓦臘納西Vandharajan庙、北方邦瓦臘納西
- 印度尼西亚：爪哇岛婆羅浮屠、爪哇岛巴兰班南的Candi Nandi和Candi Perwara、爪哇岛谏义里市的盐仓集团卷烟厂、爪哇岛索羅市Kasunanan宫殿、爪哇岛雅加达伊斯蒂克拉爾清真寺、巴厘岛的谏义里, 塔巴南、Mancan Padi、圣泉庙、Tegall Alang、Gunung Kawi石窟和乌鲁瓦度、布羅莫火山峡谷
- 伊朗：伊玛姆清真寺、馬什哈德Imam Reza shrine、伊斯法罕、波斯波利斯、Shah Chiragh、設拉子
- 以色列：耶路撒冷圣墓教堂、耶路撒冷、耶路撒冷西墙
- 日本：胶囊酒店、法华寺、JVE横须贺工厂、京都、明治神宫、长野市、奈良市、Nittaku、京都龙安寺、Sangho-ji寺、东京新宿站、东京、Tomoe Shizung & Hakutobo、Yamanouchi-Machi、增上寺
- 科威特：艾哈迈迪省、布尔甘油田、Jahra Road, Mitla Ridge
- 尼泊尔：巴德冈、布达纳特、加德满都王宫广场、哈奴曼、喜马拉雅山、珠穆朗玛峰、Thamserku山、帕舒帕蒂纳特、斯瓦亚布
- 泰国：大城府、Bang Pa-ln、曼谷、NMB工厂、拍蓬街、牛仔街、郑王寺、Wat Suthat
- 沙特阿拉伯：麦加

### 大洋洲
- 澳大利亚：北領地的巴瑟斯特岛、北領地Cocinda、北领地的Jim Jim瀑布（英语：Jim Jim Falls）、北领地卡卡杜国家公园、Kunwarde Hwarde山谷

### 欧洲
- 波兰：奥斯威辛(奥斯维辛集中营)、比托姆
- 法国：厄尔-卢瓦省沙特尔大教堂、马恩省兰斯主教座堂
- 梵蒂冈：聖彼得大教堂
- 土耳其：伊斯坦布尔的圣索非亚大教堂(欧洲部分)、伊斯坦布尔的Mevlevi(欧洲部分)